# Departamento de General San Martín (kommun i La Rioja)
Departamento de General San Martín är en kommun i Argentina.   Den ligger i provinsen La Rioja, i den centrala delen av landet, 800 km väster om huvudstaden Buenos Aires.
Omgivningarna runt Departamento de General San Martín är i huvudsak ett öppet busklandskap. Trakten runt Departamento de General San Martín är nära nog obefolkad, med mindre än två invånare per kvadratkilometer.